# Jetspeed 2 Portal Server
Jetspeed 2 Portal Server, in genere detto semplicemente Jetspeed, è una implementazione open source di un Enterprise Information Portal, ovvero una piattaforma per la realizzazione di portali web basati sulle tecnologie Java (Java EE) e XML.
Jetspeed è stato realizzato dalla Apache Software Foundation.

## Architettura
Un portale Jetspeed si presenta come una collezione di portlet Java, integrati nel contesto di un unico sito Web accessibile via browser, cellulare WAP, o altri dispositivi. L'infrastruttura Jetspeed gestisce gli aspetti di integrazione, come l'autenticazione degli utenti e la sicurezza nell'accesso ai dati.
I contenuti delle pagine di un portale Jetspeed possono essere memorizzati in diversi formati (XML, RSS e tabelle di database). Le modalità di presentazione sono definite attraverso file XSL e possono includere l'uso di diversi strumenti, quali Java Server Pages, Velocity e HTML.